# Воля (Лохвицкий район)
Воля (укр. Воля) — село,
Белогорильский сельский совет,
Лохвицкий район,
Полтавская область,
Украина.
Код КОАТУУ — 5322680702. Население по переписи 2001 года составляло 31 человек.

## Географическое положение
Село Воля находится в 4,5 км от левого берега реки Сула,
в 3-х км от села Юсковцы.
Рядом проходят автомобильная дорога Р-60 и
железная дорога, станция Юсковцы в 3-х км.